# Vorstendom Anhalt-Bernburg (1259-1468)

Kaart van Anhalt na de deling van 1259.
Anhalt-Bernburg

Het vorstendom Anhalt-Bernburg (Duits: Fürstentum Anhalt-Bernburg) was een land in het Heilige Roomse Rijk. Anhalt-Bernburg ontstond in 1259 na de verdeling van Anhalt tussen de broers Hendrik II, Bernhard I en Siegfried I. Bernhard I kreeg het middelste deel van Anhalt met Bernburg en Staßfurt en werd de stamvader van de oudere linie Anhalt-Bernburg. In 1468 stierf de dynastie uit na de dood van Bernhard VI en vielen zijn landen aan George I van Anhalt-Dessau.

## Graven en vorsten
- 1259 - 1286/87: Bernhard I
- 1286/87 - 1320: Bernhard II
- 1320 - 1348: Bernhard III
- 1348 - 1354: Bernhard IV
- 1354 - 1374: Hendrik IV en Otto III
- 1374 - 1390: Otto III, Bernhard V en Rudolf I
- 1390 - 1404: Otto III en Bernhard V
- 1404 - 1414: Bernhard V
- 1414 - 1416: Otto IV en Bernhard VI
- 1416 - 1468: Bernhard VI